# 비노 엘 아모르
《비노 엘 아모르》(스페인어: Vino el amor)은 2016년 방영된 멕시코의 텔레노벨라이다.